# Bryocyclops maewaensis
Bryocyclops maewaensis – gatunek widłonoga z rodziny Cyclopidae. Opisał go w 2012 roku zespół biologów w składzie: Santi Watiroyram, Anton Brancelj & La-orsri Sanoamuang. Miejsce typowe to jaskinia Tham Nam Phar Ngam w Parku Narodowym Mae Wa w prowincji Lampang w północnej Tajlandii (współrzędne 17°28′46,4″N 99°10′03,2″E/17,479556 99,167556).